# Valdemar
Mansnamnet Valdemar eller Waldemar är ett gammalt nordiskt och germanskt namn besläktat med namnen Valdamarr, Woldemar samt de slaviska namnen Vladimir, Volodymyr, Uladzimir och Włodzimierz. Namnet bygger på de germanska leden wald (makt) och mer (stor) och kan sägas betyda ungefär 'världens herre' eller 'prisad för sin makt'. Jämför fornnordiska valdr (härskare) och mærr (berömd) samt slaviska vladĭ (härska) och mēri (stor). Enligt vissa källor har de germanska och slaviska formerna samma indoeuropeiska rötter, men enligt andra källor är det slaviska namnet baserat på det germanska eller vice versa.
Namnet Valdamarr av Danmark förekommer i Völsungasagan, som är nedtecknad omkring år 1275 men baserad på äldre material. I den äldre förlagan Guðrúnarkviða, som är skriven på 900-talet, förekommer istället namnet Valdarr (jfr. Walther, Valter) för motsvarande person.
En person som bar namnet var Valdemar den store, dansk kung på 1100-talet, som fick namnet efter sin morfars far, storfursten Vladimir II Monomach av Kiev. Namnet har burits av flera danska kungar. I Danmark firas Valdemarsdagen den 15 juni.
Namnet var mycket populärt i början på 1900-talet. Därefter avtog det i användning för att åter öka i slutet av seklet. 31 december 2009 fanns det totalt 16 670 personer i Sverige med namnet Valdemar eller Waldemar, men endast 1 217 bar det som tilltalsnamn. År 2003 fick 210 pojkar namnet, varav 32 fick det som tilltalsnamn.
Namnsdag i Sverige: 18 april. I den finlandssvenska namnsdagslängden har Valdemar namnsdag 18 april sedan starten 1929, då en egen namnsdagskalender togs i bruk för finlandssvenskar, tillsammans med Volmar.

## Personer med namnet Valdemar/Waldemar

### Svenska kungar
- Valdemar Birgersson, svensk kung 1250-1275

### Svenska prinsar
- Valdemar Magnusson, svensk prins död 1318, son till kung Magnus Ladulås

### Danska kungar
- Valdemar den store, dansk kung 1157
- Valdemar Sejr, dansk kung 1202
- Valdemar III av Danmark, dansk kung 1326
- Valdemar Atterdag, dansk kung 1340

### Danska prinsar
- Christian Valdemar Henri John, dansk prins född 2005
- Valdemar, dansk prins (far till Aage, Prins av Danmark)

### Övriga
- Geldemar (Waldemar) Carpenel (död 1101), härskare över Haifa under första korståget
- Valdemar av Slesvig (död 1236), dansk prelat, biskop i Schleswig
- Valdemar av Brandenburg (1280–1390), markgreve av Brandenburg
- Waldemar Bergendahl (1933–2022), manusförfattare
- Waldemar Christopher Brøgger (geolog) (1851–1940), norsk professor i mineralogi och geologi
- Waldemar Cierpinski (1950–), östtysk maratonlöpare, OS-guld 1976 och 1980
- Valdemar Dalquist (1888–1937), skådespelare, textförfattare
- Waldemar Hammenhög (1902–1972), författare
- Staffan Valdemar Holm (1958–), regissör och teaterchef
- Waldemar Lendin (1913–2002), historiker och skolman
- Valdemar Nyman (1904–1998), finlandssvensk författare
- Valdemar Poulsen (1869–1942), dansk ingenjör och uppfinnare
- Waldemar Ruin (1857–1938), finlandssvensk professor i pedagogik
- Waldemar Sjölander (1908–1988), konstnär, en av Göteborgskoloristerna
- Valdemar Söderholm (1909–1990), tonsättare
- Valdemar Wahlbeck (2003–), skådespelare
- Valdemar Westesson (1974–), komiker
- Waldemar Åhlén (1894–1982), organist, musiklärare, tonsättare